# Адміністративний устрій Міловського району
Адміністративний устрій Міловського району — адміністративно-територіальний устрій Міловського району Луганської області на 1 селищну раду та 7 сільських рад, які об'єднують 29 населених пунктів і підпорядковані Міловській районній раді. Адміністративний центр — смт Мілове.

## Список радМіловського району
| № | Назва                           | Центр              | Населені пункти                                                                     | Площа км² | Місце за площею | Населення (2001), осіб. | Місце за населенням |
| - | ------------------------------- | ------------------ | ----------------------------------------------------------------------------------- | --------- | --------------- | ----------------------- | ------------------- |
| 1 | Міловська селищна рада          | смт Мілове         | смт Мілове с. Бондарівка с. Олексіївка с. Травневе                                  |           |                 |                         |                     |
| 2 | Великоцька сільська рада        | с. Великоцьк       | с. Великоцьк с. Журавське с. Криничне с. Рання Зоря с. Ярське с. Яснопромінське     |           |                 |                         |                     |
| 3 | Зориківська сільська рада       | с. Зориківка       | с. Зориківка с. Півнівка                                                            |           |                 |                         |                     |
| 4 | Микільська сільська рада        | с. Микільське      | с. Микільське с. Благодатне с. Водянолипове с. Діброва с. Хоминське с. Червона Зоря |           |                 |                         |                     |
| 5 | Морозівська сільська рада       | с. Морозівка       | с. Морозівка с. Зоринівка с. Шелестівка                                             |           |                 |                         |                     |
| 6 | Мусіївська сільська рада        | с. Мусіївка        | с. Мусіївка с. Кирносове                                                            |           |                 |                         |                     |
| 7 | Новострільцівська сільська рада | с. Новострільцівка | с. Новострільцівка с. Березове с. Зарічне                                           |           |                 |                         |                     |
| 8 | Стрільцівська сільська рада     | с. Стрільцівка     | с. Стрільцівка с. Калмиківка с. Новомикільське                                      |           |                 |                         |                     |

* Примітки: м. — місто, смт — селище міського типу, с. — село, с-ще — селище